# Randy Krummenacher
Randy Krummenacher (24 de febrero de 1990 en Grüt, Zürich, Suiza) es un piloto de motociclismo que participa en el Campeonato del Mundo de MotoE. Su actual equipo es el Dynavolt Intact GP donde corre con el número 33.

## Trayectoria
Su primera carrera fue en 1995, con 5 años de edad.
En el 2006, debutó en el Campeonato del Mundo de Motociclismo en el Gran Premio de Donington Park.
En 2007 compite en su primera temporada completa en la categoría de 125 cc en el Campeonato del Mundo de Motociclismo, corriendo en el equipo Red Bull KTM con una 125FRR junto a sus compañeros de equipo Tomoyoshi Koyama (Japón) y Stevie Bonsey (Estados Unidos), luciendo el número 34.

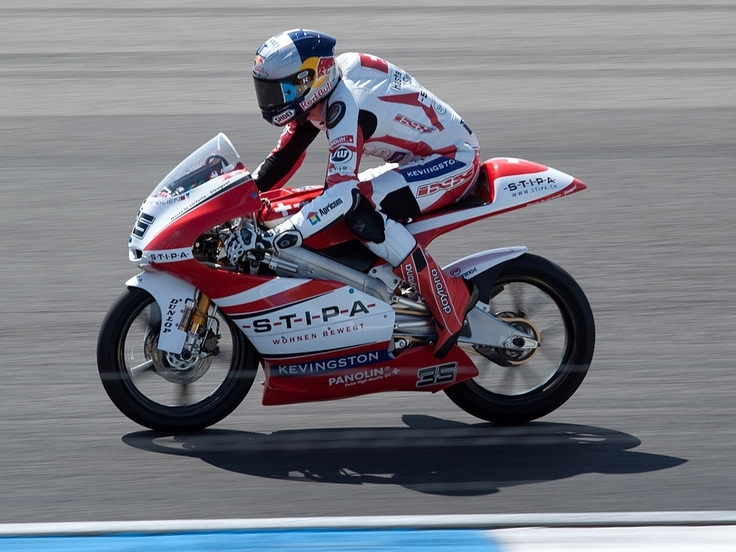
Krummenacher en 2010

El 10 de junio de 2007, Krummenacher finalizó 3.º en el Gran Premio de Cataluña, consiguiendo así su primer podio.
En 2011 da un salto de categoría y pasa a Moto2.
En el año 2012 se mantiene en el GP Team Switzerland. Obtiene su mejor resultado con el octavo lugar en Cataluña y termina la temporada en el puesto 18 con 32 puntos. Esta temporada se ve obligado a perderse el Gran Premio de San Marino, Aragón, Japón y Malasia a causa de una doble fractura en su pie izquierdo ocurrida en la clasificación para el Gran Premio de San Marino.
En 2013 pasa al equipo Technomag carXpert que le confió una Suter MMX2; su compañero de equipo fue Dominique Aegerter. Obtiene su mejor resultado en Cataluña, terminó la temporada en el puesto 17 con 22 puntos. Esta temporada se vio obligado a perderse el Gran Premio de Aragón, Malasia, Australia y Malasia debido a una conmoción cerebral sufrida durante los entrenamientos libres del Gran Premio de Gran Bretaña.
En 2014 pasa al equipo del IodaRacing Project, volviendo a montar en una Suter. Obtiene su mejor resultado con el séptimo lugar en Alemania y terminó la temporada en el puesto 24 con 24 puntos.
En 2015 pasa al equipo de JIR Racing que le confió una Kalex Moto2. Sus mejores resultados fueron dos décimos puestos obtenidos en los grandes premios de Japón y Australia. Terminó la temporada en el vigésimo primer lugar con 31 puntos.

### Campeonato Mundial de Supersport
En 2016 se trasladó al Campeonato Mundial de Supersport, firmó como piloto del equipo Kawasaki Puccetti Racing conduciendo una Kawasaki ZX-6R, su compañero de equipo fue el tetracampeón de la categoría Kenan Sofuoglu. En la primera carrera en Australia en el Circuito de Phillip Island consigue su primera victoria en una competición mundial. Después de estar en la cabeza de la clasificación del campeonato para las cuatro primeras carreras, terminó la temporada en el tercer lugar con 140 puntos anotados.

## Resultados

### Campeonato del Mundo de Motociclismo
Sistema de puntuación de 1993 hasta 2022:
| Posición | 1.º | 2.º | 3.º | 4.º | 5.º | 6.º | 7.º | 8.º | 9.º | 10.º | 11.º | 12.º | 13.º | 14.º | 15.º |
| Puntos   | 25  | 20  | 16  | 13  | 11  | 10  | 9   | 8   | 7   | 6    | 5    | 4    | 3    | 2    | 1    |

#### Por temporada
| Año   | Cat.  | Moto    | Equipo                            | Carreras | Victorias | Podios | Poles | V.Rap. | Pts. | Pos. |
| ----- | ----- | ------- | --------------------------------- | -------- | --------- | ------ | ----- | ------ | ---- | ---- |
| 2006  | 125cc | KTM     | Red Bull KTM GP125                | 4        | 0         | 0      | 0     | 0      | 0    | NC   |
| 2007  | 125cc | KTM     | Red Bull KTM 125                  | 17       | 0         | 1      | 0     | 1      | 69   | 13.º |
| 2008  | 125cc | KTM     | Red Bull KTM 125                  | 13       | 0         | 0      | 0     | 0      | 10   | 25.º |
| 2009  | 125cc | Aprilia | DeGraaf Grand Prix                | 16       | 0         | 0      | 0     | 0      | 32   | 21.º |
| 2010  | 125cc | Aprilia | Stipa - Molenaar Racing GP        | 17       | 0         | 0      | 0     | 0      | 113  | 9.º  |
| 2011  | Moto2 | Kalex   | GP Team Switzerland Kiefer Racing | 17       | 0         | 0      | 0     | 0      | 52   | 18.º |
| 2012  | Moto2 | Kalex   | GP Team Switzerland               | 13       | 0         | 0      | 0     | 1      | 32   | 18.º |
| 2013  | Moto2 | Suter   | Technomag carXpert                | 13       | 0         | 0      | 0     | 0      | 22   | 17.º |
| 2014  | Moto2 | Suter   | IodaRacing Project                | 17       | 0         | 0      | 0     | 0      | 24   | 24.º |
| 2015  | Moto2 | Kalex   | JIR Racing Team                   | 18       | 0         | 0      | 0     | 0      | 31   | 21.º |
| 2023  | MotoE | Ducati  | Dynavolt Intact GP                | 0        | 0         | 0      | 0     | 0      | -    | -.º  |
| Total |       |         |                                   | 145      | 0         | 1      | 0     | 2      | 385  |      |

#### Por categoría
| Categoría | Temporadas | 1.er Gran Premio  | 1.er Podio    | 1.ª Victoria | Carreras | Victorias | Podios | Poles | V.Ráp. | Pts. | CM |
| --------- | ---------- | ----------------- | ------------- | ------------ | -------- | --------- | ------ | ----- | ------ | ---- | -- |
| 125 cc    | 2006–2010  | Gran Bretaña 2006 | Cataluña 2007 |              | 67       | 0         | 1      | 0     | 1      | 224  | 0  |
| Moto2     | 2011–2015  | Catar 2011        |               |              | 78       | 0         | 0      | 0     | 1      | 161  | 0  |
| Total     | 2006–2015  | 2006–2015         | 2006–2015     | 2006–2015    | 145      | 0         | 1      | 0     | 2      | 385  |    |

#### Carreras por año
(Carreras en negrita indica pole position, carreras en cursiva indica vuelta rápida)
| Año  | Cat.  | Moto    | 1      | 2       | 3      | 4       | 5      | 6      | 7       | 8       | 9      | 10      | 11      | 12      | 13     | 14     | 15     | 16      | 17     | 18     | Pos. | Pts. |
| ---- | ----- | ------- | ------ | ------- | ------ | ------- | ------ | ------ | ------- | ------- | ------ | ------- | ------- | ------- | ------ | ------ | ------ | ------- | ------ | ------ | ---- | ---- |
| 2006 | 125cc | KTM     | SPA    | QAT     | TUR    | CHN     | FRA    | ITA    | CAT     | NED     | GBR 20 | GER 16  | CZE     | MAL     | AUS    | JPN    | POR 16 | VAL Ret |        |        | NC   | 0    |
| 2007 | 125cc | KTM     | QAT 19 | SPA 17  | TUR 15 | CHN 27  | FRA 13 | ITA 13 | CAT 3   | GBR 13  | NED 12 | GER 5   | CZE 9   | RSM 6   | POR 10 | JPN 19 | AUS 12 | MAL 17  | VAL 15 |        | 13.º | 69   |
| 2008 | 125cc | KTM     | QAT 22 | SPA     | POR    | CHN Ret | FRA 10 | ITA 17 | CAT 15  | GBR 13  | NED 19 | GER Ret | CZE 23  | RSM 26  | IND    | JPN    | AUS 21 | MAL 19  | VAL 17 |        | 25.º | 10   |
| 2009 | 125cc | Aprilia | QAT 22 | JPN 18  | SPA 17 | FRA 15  | ITA 13 | CAT 10 | NED Ret | GER 11  | GBR 18 | CZE 17  | IND Ret | RSM 17  | POR 10 | AUS 15 | MAL 13 | VAL 9   |        |        | 21.º | 32   |
| 2010 | 125cc | Aprilia | QAT 6  | SPA 8   | FRA 14 | ITA 6   | GBR 7  | NED 6  | CAT 7   | GER 11  | CZE 17 | IND 7   | RSM 9   | ARA DSQ | JPN 11 | MAL 10 | AUS 9  | POR 7   | VAL 9  |        | 9.º  | 113  |
| 2011 | Moto2 | Kalex   | QAT 27 | SPA 27  | POR 7  | FRA 12  | CAT 5  | GBR 11 | NED 9   | ITA 13  | GER 4  | CZE Ret | IND 21  | RSM 19  | ARA 21 | JPN 24 | AUS 21 | MAL 21  | VAL 16 |        | 18.º | 52   |
| 2012 | Moto2 | Kalex   | QAT 11 | SPA 22  | POR 19 | FRA Ret | CAT 8  | GBR 14 | NED 11  | GER 24  | ITA 12 | IND 17  | CZE 21  | RSM DNS | ARA    | JPN    | MAL    | AUS 8   | VAL 19 |        | 18.º | 32   |
| 2013 | Moto2 | Suter   | QAT 19 | AME Ret | SPA 17 | FRA 10  | ITA 15 | CAT 6  | NED 11  | GER 17  | IND 19 | CZE 16  | GBR 19  | RSM 16  | ARA    | MAL    | AUS    | JPN     | VAL 21 |        | 17.º | 22   |
| 2014 | Moto2 | Suter   | QAT 13 | AME 13  | ARG 27 | SPA 15  | FRA 13 | ITA 26 | CAT 25  | NED Ret | GER 7  | IND DNS | CZE 24  | GBR 13  | RSM 14 | ARA 27 | JPN 21 | AUS 19  | MAL 26 | VAL 22 | 24.º | 24   |
| 2015 | Moto2 | Kalex   | QAT 17 | AME 21  | ARG 21 | SPA 14  | FRA 12 | ITA 14 | CAT 18  | NED 14  | GER 13 | IND Ret | CZE 20  | GBR 12  | RSM 14 | ARA 17 | JPN 10 | AUS 10  | MAL 17 | VAL 21 | 21.º | 31   |
| 2023 | MotoE | Ducati  | FRA    | FRA     | ITA    | ITA     | GER    | GER    | NED     | NED     | GBR    | GBR     | AUT     | AUT     | CAT    | CAT    | RSM    | RSM     |        |        | -.º  | -    |

### Campeonato Mundial de Supersport

#### Por temporada
| Año   | Moto      | Modelo               | Equipo                           | N.º   | Carreras | Victorias | Podios | Poles | V.Rap. | Pts. | Pos. |
| ----- | --------- | -------------------- | -------------------------------- | ----- | -------- | --------- | ------ | ----- | ------ | ---- | ---- |
| 2016  | Kawasaki  | Kawasaki Ninja ZX-6R | Kawasaki Puccetti Racing         | 21    | 11       | 1         | 3      | 1     | 0      | 140  | 3.º  |
| 2018  | Yamaha    | Yamaha YZF-R6        | Bardahl Evan Bros. WorldSSP Team | 21    | 12       | 1         | 3      | 0     | 2      | 159  | 4.º  |
| 2019  | Yamaha    | Yamaha YZF-R6        | Bardahl Evan Bros. WorldSSP Team | 21    | 12       | 4         | 8      | 3     | 4      | 213  | 1.º  |
| 2020  | MV Agusta | MV Agusta F3 675     | MV Agusta Reparto Corse          | 1     | 1        | 0         | 0      | 0     | 0      | 0    | NC   |
| 2021  | Yamaha    | Yamaha YZF-R6        | EAB Racing Team                  | 21    | 21       | 1         | 2      | 0     | 0      | 156  | 10.º |
| 2021  | Yamaha    | Yamaha YZF-R6        | CM Racing                        | 21    | 21       | 1         | 2      | 0     | 0      | 156  | 10.º |
| Total | Total     | Total                | Total                            | Total | 57       | 7         | 16     | 4     | 6      | 668  |      |

- * Temporada en curso.

#### Carreras por año
| Año  | Moto     | 1     | 2     | 3      | 4     | 5       | 6     | 7     | 8     | 9     | 10      | 11      | 12    | Pos. | Pts. |
| ---- | -------- | ----- | ----- | ------ | ----- | ------- | ----- | ----- | ----- | ----- | ------- | ------- | ----- | ---- | ---- |
| 2016 | Kawasaki | AUS 1 | THA 4 | SPA 2  | NED 4 | ITA DNS | MAL 8 | GBR 3 | ITA 4 | GER 6 | FRA 5   | SPA Ret | QAT 5 | 3.º  | 140  |
| 2018 | Yamaha   | AUS 2 | THA 1 | SPA 11 | NED 2 | ITA 5   | GBR 4 | CZE 5 | MIS 5 | POR 5 | FRA 5   | ARG 6   | QAT 5 | 4.º  | 159  |
| 2019 | Yamaha   | AUS 1 | THA 2 | SPA 1  | NED 2 | ITA 1   | SPA 2 | MIS 1 | GBR 4 | POR 2 | FRA Ret | ARG 7   | QAT 5 | 1.º  | 213  |

| Año  | Moto      | 1       | 1     | 2     | 2     | 3     | 3       | 4     | 4     | 5      | 5       | 6     | 6      | 7      | 7      | 8     | 8     | 9     | 9       | 10    | 10    | 11  | 11  | 12    | 12    | Pos. | Pts. |
| Año  | Moto      | R1      | R2    | R1    | R2    | R1    | R2      | R1    | R2    | R1     | R2      | R1    | R2     | R1     | R2     | R1    | R2    | R1    | R2      | R1    | R2    | R1  | R2  | R1    | R2    | Pos. | Pts. |
| ---- | --------- | ------- | ----- | ----- | ----- | ----- | ------- | ----- | ----- | ------ | ------- | ----- | ------ | ------ | ------ | ----- | ----- | ----- | ------- | ----- | ----- | --- | --- | ----- | ----- | ---- | ---- |
| 2020 | MV Agusta | AUS DSQ |       | SPA   | SPA   | POR   | POR     | SPA   | SPA   | SPA    | SPA     | SPA   | SPA    | FRA    | FRA    | POR   | POR   |       |         |       |       |     |     |       |       | NC   | 0    |
| 2021 | Yamaha    | SPA 11  | SPA 9 | POR 9 | POR 9 | ITA 7 | ITA Ret | NED 5 | NED 3 | CZE 11 | CZE Ret | SPA 6 | SPA NC | FRA 11 | FRA 14 | SPA 1 | SPA 4 | SPA C | SPA Ret | POR 7 | POR 7 | ARG | ARG | INA 8 | INA 8 | 10.º | 156  |

- * Temporada en curso.

### Campeonato Mundial de Superbikes

#### Por temporada
| Año   | Moto             | Equipo                   | Carreras | Victorias | Podios | Poles | V.Rap. | Pts. | Pos. |
| ----- | ---------------- | ------------------------ | -------- | --------- | ------ | ----- | ------ | ---- | ---- |
| 2017  | Kawasaki ZX-10RR | Kawasaki Puccetti Racing | 18       | 0         | 0      | 0     | 0      | 50   | 16.º |
| Total |                  |                          | 18       | 0         | 0      | 0     | 0      | 50   |      |

#### Carreras por año
| Año  | Marca    | 1      | 1      | 2      | 2       | 3      | 3      | 4      | 4      | 5      | 5      | 6      | 6       | 7     | 7     | 8      | 8      | 9      | 9       | 10  | 10  | 11  | 11  | 12  | 12  | 13  | 13  | Pos. | Pts. |
| Año  | Marca    | R1     | R2     | R1     | R2      | R1     | R2     | R1     | R2     | R1     | R2     | R1     | R2      | R1    | R2    | R1     | R2     | R1     | R2      | R1  | R2  | R1  | R2  | R1  | R2  | R1  | R2  | Pos. | Pts. |
| ---- | -------- | ------ | ------ | ------ | ------- | ------ | ------ | ------ | ------ | ------ | ------ | ------ | ------- | ----- | ----- | ------ | ------ | ------ | ------- | --- | --- | --- | --- | --- | --- | --- | --- | ---- | ---- |
| 2017 | Kawasaki | AUS 10 | AUS 16 | THA 12 | THA Ret | SPA 14 | SPA 14 | NED 11 | NED 14 | ITA 13 | ITA 15 | GBR 14 | GBR Ret | ITA 7 | ITA 8 | USA 17 | USA 14 | GER 12 | GER Ret | POR | POR | FRA | FRA | SPA | SPA | QAT | QAT | 16.º | 50   |